# Södra Kvarnskäret
Södra Kvarnskäret är en ö i Finland. Den ligger i Norra kvarken och i kommunen Korsholm i den ekonomiska regionen  Vasa i landskapet Österbotten, i den västra delen av landet. Ön ligger omkring 29 kilometer norr om Vasa och omkring 400 kilometer nordväst om Helsingfors.
Öns area är 2,8 hektar och dess största längd är 280 meter i öst-västlig riktning.